# Кјанкита-Трапитело (Месина)
Кјанкита-Трапитело је насеље у Италији у округу Месина, региону Сицилија.
Према процени из 2011. у насељу је живело 4029 становника. Насеље се налази на надморској висини од 47 м.